# 唐手道
唐手道（韓語：당수도，發音為错误：{{IPA}}: 无法识别的语言标签：taŋsudo）是起源於琉球手的一種武術，「唐手」是空手道的前身。「唐」意為中國，「手」意為「拳」。「唐手」即「中國拳」，可說是琉球群島對中國武術的徒手武術的舊稱。
1820年代，琉球人易寬賀在琉球手中，結合了參訪燕京所學的中國武術，將琉球手轉變為「唐手」，百年後琉球人船越義珍將此技術傳入日本本土，並稍加修改，後定名為空手道。

## 異說
或有不可靠傳說，或說閩人三十六姓到琉球群島後，將中國少林武術融入琉球手，稱之「唐手」。
或說1658年鄭成功北伐金陵失敗，部隊敗退至長江口慘遇颱風，部份有南少林背景的福建軍人漂流至琉球國，教授當地人南拳、少林功夫，遂融合了琉球手，當地人便以「唐手」稱之。只是在15世紀以前琉球王國便開始流傳，「鄭軍授術說」有待考察。
或說琉球產甘蔗，當地蔗農上工時，偶忘帶柴刀，回家太麻煩，故有人開始設法「空手」劈破甘蔗，變成一種徒鬥術傳出，以「空手」得名，日治時期被傳為「唐手」。此則民間笑談。